# Cinderella (együttes)
A Cinderella nevű zenekar 1982-ben alakult meg, a pennsylvaniai Philadelphiában. A zenekart a glam metal stílusba sorolják. Legsikeresebb éveik, a 80-as évek második felében voltak, amikor millió számra keltek el albumaik, és gyakran telt házas koncerteket adtak. A zenekar sikeressége tovább haladt a 90-es évek első felében is, ám 1995 és 1997 között szünetelt a csapat. A zenekar több mint 18 millió lemezt adott el világszerte.

## Tagok
- Tom Keifer – ének, ritmus & szólógitár, akusztikus gitár, billentyűs hangszerek, piano, mandolin, Dobro, harmonika
- Jeff LaBar – ritmus & szólógitár, akusztikus gitár, háttérének
- Eric Brittingham – basszusgitár, háttérének
- Fred Coury – dobok, ütőhangszerek, háttérének

## Lemezek
- Night Songs - 1986
- Long Cold Winter - 1988
- Heartbrake Station - 1990
- Live Train to Heartbrake Station (koncertlemez) - 1991
- Still Climbing - 1994
- Live at the Key Club (koncertlemez) - 1998
- 20th Century Masters - The Millennium Collection: The Best of Cinderella (válogatás) - 2000
- Rocked, Wired & Bluesed: The Greatest Hits (válogatás) - 2005
- "Gold" (válogatás) - 2006